# Tribolonotus pseudoponceleti
Tribolonotus pseudoponceleti — вид сцинкоподібних ящірок родини сцинкових (Scincidae). Ендемік Папуа Нової Гвінеї.

## Поширення і екологія
Tribolonotus pseudoponceleti мешкають на островах Бугенвіль і Бука в архіпелазі Соломонових островів. Вони живуть у вологих тропічних лісах, на висоті до 1200 м над рівнем моря.